# Miroslav Sikora
Miroslav Sikora, właśc. pol. Mirosław Sikora (ur. 5 października 1957) – polsko-niemiecki hokeista, reprezentant Polski do lat 20 oraz reprezentant Niemiec Zachodnich.

## Kariera
- GKS Katowice (lata 70.)
- Kölner EC (1979–1994)

Był wychowankiem GKS Katowice, w barwach którego grał w latach 70. w I lidze polskiej. W barwach reprezentacji Polski do lat 20 uczestniczył w turnieju mistrzostw świata juniorów do lat 20 w 1977 Grupy B rozegranych w Czechosłowacji, w którym polska kadra wywalczyła awans do Grupy A.
Podczas obozu treningowego kadry Polski na obszarze Niemiec Zachodnich w Kolonii 10 sierpnia 1977 oddalił się od zgrupowania i postanowił pozostać nielegalnie w tym państwie – w związku z tym został zdyskwalifikowany na okres 18 miesięcy w odniesieniu do występów klubowych i reprezentacyjnych. Od końcowej fazy sezonu Bundesligi 1978/1979 występował w drużynie Kölner EC. W barwach tego zespołu zdobył pięć razy złoty medal mistrzostw Niemiec. Występował z numerem 11, który został zastrzeżony przez władze klubu jako niedostępny dla innych zawodników.
W 1986 otrzymał niemieckie obywatelstwo. Został powołany do narodowej kadry seniorskiej Niemiec Zachodnich, w barwach której wystąpił podczas turnieju mistrzostw świata 1987 Grupy A w Austrii i zdobył dwa gole. Powołując się na jego wcześniejsze występy w barwach juniorskiej reprezentacji Polski, w trakcie zawodów przedstawiciele federacji Finlandii dokonali złożenia protestu, w wyniku którego Sikora został zdyskwalifikowany przez IIHF. Jednocześnie dyrektoriat turnieju zweryfikował trzy mecze RFN (ze Szwecją, Finlandią i Kanadą) jako walkower na korzyść przeciwników. Następnie niemieccy działacze, powołując się na dopuszczenie Sikory do reprezentowania RFN przez IIHF, złożyli pozew do wydziału cywilnego Sądu Krajowego w Wiedniu, wskutek czego władze turnieju przywrócili meczowe wyniki ww. spotkań i zdobycz punktową niemieckiej reprezentacji.
Po zakończeniu kariery w latach 90. przez był menedżerem powstałego w 1994 klubu Kölner Haie do 1998.
Został golfistą, wraz z podkolońskim klubem awansował do trzeciej klasy Deutsche Golf Liga.

## Osiągnięcia
Reprezentacyjne
- Awans do Grupy A mistrzostw świata juniorów do lat 20: 1977 z Polską

Klubowe
- Złoty medal mistrzostw Niemiec: 1979, 1984, 1986, 1987, 1988 z Kölner EC
- Brązowy medal mistrzostw Niemiec: 1982, 1985, 1989, 1990, 1994 z Kölner EC
- Srebrny medal mistrzostw Niemiec: 1991, 1993 z Kölner EC
- Drugie miejsce w Pucharze Europy: 1985 z Kölner EC

Indywidualne
- I liga polska w hokeju na lodzie (1976/1977):
  - Czwarte miejsce w klasyfikacji strzelców w sezonie: 42 gole[10]
- Bundesliga 1981/1982[11]:
  - Pierwsze miejsce w klasyfikacji strzelców w fazie play-off: 8 goli
  - Trzecie miejsce w klasyfikacji asystentów w fazie play-off: 8 asyst
  - Pierwsze miejsce w klasyfikacji kanadyjskiej w fazie play-off: 16 punktów
- Bundesliga 1985/1986[12]:
  - Pierwsze miejsce w klasyfikacji strzelców w sezonie zasadniczym: 45 goli
  - Piąte miejsce w klasyfikacji kanadyjskiej w sezonie zasadniczym: 68 punktów
  - Pierwsze miejsce w klasyfikacji strzelców w fazie play-off: 12 goli
  - Drugie miejsce w klasyfikacji kanadyjskiej w fazie play-off: 19 punktów
  - Skład gwiazd sezonu
- Bundesliga 1986/1987[13]:
  - Pierwsze miejsce w klasyfikacji strzelców w fazie play-off: 10 goli
  - Trzecie miejsce w klasyfikacji asystentów w fazie play-off: 9 asyst
  - Drugie miejsce w klasyfikacji kanadyjskiej w fazie play-off: 19 punktów
- Bundesliga 1987/1988[14]:
  - Trzecie miejsce w klasyfikacji strzelców w sezonie zasadniczym: 27 goli
  - Czwarte miejsce w klasyfikacji kanadyjskiej w sezonie zasadniczym: 60 punktów
  - Trzecie miejsce w klasyfikacji strzelców w fazie play-off: 6 goli
  - Szóste miejsce w klasyfikacji kanadyjskiej w fazie play-off: 14 punktów
- Bundesliga 1992/19937[15]:
  - Pierwsze miejsce w klasyfikacji strzelców w fazie play-off: 8 goli
  - Trzecie miejsce w klasyfikacji kanadyjskiej w fazie play-off: 16 punktów

Rekordy w ramach klubu z Kolonii (stan na 21 lipca 2017)
- Pierwsze miejsce w klasyfikacji strzelców w barwach zespołu: 644 mecze[16]
- Drugie miejsce w klasyfikacji asystentów w barwach zespołu: 396[17]
- Drugie miejsce w klasyfikacji asystentów w barwach zespołu: 396[18]
- Piąte miejsce w klasyfikacji liczby rozegranych meczów w barwach zespołu: 644 mecze[19]